# Centro Internacional de Estudos para a Conservação e Restauro de Bens Culturais
O Centro Internacional de Estudos para a Conservação e Restauro de Bens Culturais (ICCROM) é uma organização intergovernamental dedicada à preservação do patrimônio cultural em todo o mundo através de programas de formação, informação, pesquisa, cooperação e advocacia. Destina-se a potenciar o campo de conservação-restauro e consciencializar para a importância e fragilidade do patrimônio cultural.
A criação do Centro ocorreu como resultado de uma proposta apresentada na Conferência Geral da UNESCO em Nova Deli, em 1956. Três anos depois, o Centro foi criado em Roma, Itália, cuja sede permanece até hoje.
O ICCROM responde às necessidades dos seus Estados-membros, que são 136, atualmente.

## Missão
O ICCROM missão é definido por um conjunto de leis que foram elaboradas pouco antes de sua criação (e revisado em 25 de novembro de 2009).
Artigo 1, Finalidade e funções
O 'Centro Internacional de Estudos para a Conservação e Restauro de Bens Culturais', designado 'ICCROM', contribui para a conservação e o restauro a nível mundial de propriedade cultural iniciando, desenvolvendo, promovendo e facilitando condições para essa conservação e esse restauro. O ICCROM deve exercer, em particular, as seguintes funções:
1.	recolher, estudar e fazer circular informações relativas a questões científicas, técnicas e éticas relacionadas com a conservação e o restauro de bens culturais;
2.	coordenar, estimular ou instituir a investigação neste domínio, em particular, por meio de missões confiadas a entidades ou especialistas, reuniões internacionais, publicações e intercâmbio entre especialistas;
3.	aconselhar e recomendar quanto a temas gerais ou específicos relativos à conservação e ao restauro de bens culturais;
4.	promover, desenvolver e ministrar formação relativamente à conservação e ao restauro de bens culturais e melhorar os padrões e a prática do trabalho de conservação e restauro; 
5.	encorajar iniciativas que criem uma melhor perceção da conservação e do restauro de bens culturais.  

### Actividades
A missão do ICCROM é cumprida através de cinco áreas de atividade: formação, informação, pesquisa, cooperação e advocacia.

#### Formação
O ICCROM contribui para a capacitação através do desenvolvimento de materiais educativos, atividades de formação em todo o mundo, estágios e bolsas. Desde 1965, o ICCROM oferece cursos a profissionais em fase intermédia da carreira em vários tópicos, incluindo a conservação arqueológica no local, registos e inventários arquitetónicos, conservação de patrimônio construído, tomada de decisão quanto a conservação, gestão de patrimônio cultural, conservação preventiva em museus e gestão de riscos de coleções em perigo. Outros cursos focam materiais específicos tais como pedra, madeira ou coleções de sons e imagens, e outros ainda focam a conservação de patrimônio em áreas regionais específicas, tais como a região árabe ou o Sudeste Asiático.

#### Informações
A biblioteca do ICCROM é uma das principais fontes mundiais de informação sobre a conservação e o restauro do patrimônio cultural. Contém mais de 115 000 referências registadas e 1800 revistas especializadas em mais de 60 línguas. Além disso, o arquivo contém registos institucionais que remontam à criação do ICCROM, bem como mais de 200 000 imagens de obras de patrimônio cultural em todo o mundo relacionadas com as atividades científicas e educativas do ICCROM. O website é um portal com informações completas sobre cursos, atividades, eventos internacionais e oportunidades de emprego e formação no campo da conservação.

#### Pesquisa
O ICCROM facilita uma vasta rede de profissionais e institucionais de conservação através da qual organiza e coordena reuniões para conceber abordagens e metodologias comuns. Também promove a definição de ética, critérios e padrões técnicos internacionalmente aceites para a prática da conservação. O laboratório interno é também um ponto de referência e recurso para profissionais, participantes em cursos, estagiários e bolseiros da organização.

#### Cooperação
O ICCROM realiza as suas atividades em colaboração com um vasto número de parceiros institucionais e profissionais. Além disso, serve os seus Estados-membros sob a forma de projetos de colaboração, formação e aconselhamento técnico.  

#### Advocacia
O ICCROM divulga materiais de ensino e organiza workshops e conferências para consciencializar e apoiar a conservação.

## História
O fim da Segunda Guerra Mundial trouxe a necessidade de reparar monumentos e outras formas de patrimônio cultural que foram danificados ou destruídos. Ao mesmo tempo, outros países emergiram da colonização e estavam ansiosos por industrializar, reclamar e redefinir a sua identidade cultural e formar pessoal para preservar o seu patrimônio.
A um nível internacional, houve uma falta de organismos de formação e autoridade coesos para orientar os países na reconstrução e proteção do seu patrimônio. Assim, durante a Sexta Sessão da Conferência Geral da UNESCO (1951), o governo suíço introduziu uma resolução que propôs o estabelecimento de um centro internacional para encorajar o estudo e a consciencialização de métodos de conservação à escala global. Isto foi adotado e foi criado um comité de especialistas para decidir o papel e as funções desta instituição. No manual comemorativo do décimo aniversário do Centro ("The First Decade 1959-1969", páginas 12-13), Hiroshi Daifuku, da Secção para o Desenvolvimento do Patrimônio Cultural (UNESCO) explicou,
O Sr. Georges Henri Rivière (o então Diretor do ICOM) foi nomeado presidente de um subcomité do Comité Internacional para Monumentos da UNESCO para a criação do Centro. Os membros deste Comité, quando discutiam as funções propostas para o Centro (5 de setembro de 1953), consideraram que um organismo do género poderia, por exemplo:
1.	tratar grandes problemas relacionados com a conservação, tais como iluminação;
2.	recorrer a vários especialistas de diferentes países;
3.	fornecer informações a países com falta de laboratórios;
4.	tratar problemas relacionados com a preservação de monumentos;
5.	coordenar investigação e ter uma autoridade moral mais vincada, eventualmente prevenir que conservadores mal formados realizem restauros de obras de arte importantes.
Estas funções viria a ser o modelo para o Centro de estatutos.
Em 1956, a resolução foi adotada na Nona Sessão da Conferência Geral da UNESCO, em Nova Deli, e em 1957, foi assinado um acordo entre o Governo da República Italiana e a UNESCO para criar este Centro em Roma.
A adesão dos cinco Estados-membros em 1958 permitiu que os Estatutos entrassem em vigor, tornando o Centro numa entidade legal. Foi estabelecida a colaboração com outras instituições de conservação europeias, nomeadamente o Instituto Central de Restauro de Itália (ICR, agora ISCR) e o Instituto Real do Patrimônio Artístico (IRPA), na Bélgica. Foi criado um conselho provisório nomeado pela UNESCO para governar o Centro e, em 1959, abriu em Roma com Harold J. Plenderleith, renomeado Responsável no Museu Britânico, como seu Diretor. O historiador de arte belga, Paul Philippot foi nomeado Vice-Diretor e a primeira Assembleia-Geral ocorreu em 1960 durante a qual foram eleitos os primeiros Membros do Conselho regular.

### Cronologia
Abaixo, encontrará uma cronologia de eventos-chave no desenvolvimento do Centro:
- 1956 – A Conferência Geral da UNESCO decide estabelecer um organismo de conservação.
- 1957 – É assinado um acordo entre a UNESCO e Itália para criar o Centro em Roma. A Áustria torna-se o primeiro Estado-membro.
- 1958 – Cinco Estados-membros aderem, tornando o Centro uma entidade legal.
- 1959 – O centro de Roma fica operacional com Plenderleith como seu primeiro Diretor.
- 1960 – Ocorre a primeira Assembleia-Geral.
- 1961 – A Biblioteca é lançada com uma subvenção da Fundação Calouste Gulbenkian, e torna-se uma fonte principal de literatura sobre conservação.
- 1964 – O Centro é envolvido no esboço da Carta de Veneza, bem como no salvamento dos monumentos do Vale do Nilo, incluindo os Templos de Abul-Simbel.
- 1965 – Foi ministrado o primeiro curso sobre Conservação Arquitetónica (ARC).
- 1966 – O ICCROM coordena a primeira resposta internacional às inundações em Florença e Veneza.
- 1968 – Foi ministrado o primeiro curso sobre as Conservação de Pinturas Murais (MPC).
- 1971 – Paul Philippot torna-se Diretor e muda o nome de “Centro de Roma” para “Centro Internacional para a Conservação”.
- 1972 – A UNESCO reconhece o Centro como organismo consultor da Convenção para o Patrimônio Mundial.
- 1973 – Foi ministrado o primeiro curso sobre Ciência da Conservação (SPC).
- 1975 – Foi ministrado o primeiro curso sobre Conservação Preventiva em Museus.
- 1976 – Foi ministrado o primeiro curso sobre Conservação de Pedras em Veneza. É feito o trabalho de recuperação na sequência do terramoto em Friuli, Itália.
- 1977 – Bernard M. Feilden é nomeado Diretor, muda o nome do Centro para ICCROM.
- 1981 – O arqueólogo turco Cevat Erder torna-se Diretor.
- 1982 – O Programa de Assistência Técnica é lançado, inicialmente fornecendo equipamento e recursos secundários, material didático, literatura sobre conservação, subscrições anuais de jornais e fotocópias sobre conservação para instituições públicas e organizações sem fins lucrativos.
- 1985 – Foram lançados Programas Regionais com o programa PREMA (PREvenção de Museus em África), um incentivo a longo prazo para formar profissionais da África Subsaariana em conservação preventiva.
- 1986 – O ICCROM ganha o Prémio de Arquitetura Aga Khan pela conservação da Mesquita Al-Aqsa, em Jerusalém.
- 1988 – O arquiteto polaco Andrzej Tomaszewski é nomeado Diretor. É ministrado o primeiro curso sobre Conservação de Madeira em Trondheim, Noruega.
- 1991 – Começa a campanha “Media Save Art”; o objetivo é consciencializar crianças em idade escolar para a fragilidade do patrimônio cultural.
- 1992 – Marc Laenen, diretor de museus belga e historiador de arte torna-se Diretor-geral.
- 1993 – Começa o Programa NAMEC para a formação em conservação em países do Magrebe. As funções legais do ICCROM são revistas para incluir a defesa.
- 1994 – O ICCROM fica online. É lançado o Programa PREMO para a conservação no Pacífico. Começa-se a elaborar o Documento de Nara sobre a Autenticidade no Japão.
- 1995 – Começa o Programa para a Conservação Territorial e Urbana Integrada (ITUC).
- 1996 – É ministrado o primeiro PAT (Curso Pan-Americano sobre a Conservação e Gestão de Patrimônio Arquitetónico e Arqueológico em Terra) no local arqueológico Chan Chan em Trujillo, Peru.
- 1997 – O Laboratório do Dr. Harold J. Plenderleith é inaugurado no ICCROM.
- 1998 – O Programa AFRICA 2009 é lançado, oferecendo cursos de formação sobre a conservação de patrimônio imóvel na África Subsaariana. Foi igualmente assinado um acordo entre o ICCROM e a Universidade Nacional de Benin, criando a EPA (Ecole du Patrimoine Africain).
- 1999 – Ocorreu o primeiro curso sobre Conservação de Urushi (laca japonesa).
- 2000 – A Carta de Riga foi adotada em Riga na Letónia nos dias 23 e 24 de outubro de 2000 na Conferência Regional sobre Autenticidade e Reconstrução Histórica em Relação ao Patrimônio Cultural, iniciada pelo ICCROM.
- 2000 – O arqueólogo e educador de conservação britânico Nicholas Stanley-Price tornou-se Diretor-geral. O Programa para o Desenvolvimento de Museus (PMDA, agora designado CHDA) começou a operar em Mombaça, Quénia.
- 2002 – Foi estabelecido o Programa de Estágios e Bolsas. Foi ministrado o primeiro curso sobre Partilha de Decisões de Conservação.
- 2003 – O ICCROM começou a realizar Fóruns bienais em Roma; o primeiro foi sobre Patrimônio Religioso Vivo. Começou o primeiro curso sobre Registos, Inventários e Sistemas de Informação Arquitetónicos para Conservação (ARIS).
- 2004 – Foram lançados os programas ATHAR (conservação de locais de patrimônio na região árabe) e CollAsia 2010 (conservação de coleções de patrimônio no Sudeste Asiático.
- 2005 – Foi ministrado o primeiro curso sobre Redução de Riscos para Coleções em Roma.
- 2006 – O arqueólogo argelino e Diretor-geral Assistente para a Cultura da UNESCO, Mounir Bouchenaki, foi nomeado Diretor-geral. O ICCROM celebrou o 50.º aniversário da Resolução da Conferência Geral para criar o Centro.
- 2007 – Foi ministrado o primeiro curso sobre Salvaguarda de Coleções de Sons e Imagens (SOIMA) no Rio de Janeiro, Brasil. Foi ministrado o primeiro curso sobre Conservação de Patrimônio Construído (CBH) em Roma. Foi uma evolução do curso de ARC.
- 2008 – Foi lançado o Programa LATAM para a conservação na América Latina e no Caribe.
- 2009 – Terminou o Programa AFRICA 2009. O ICCROM celebrou 50 anos de operações.
- 2010 – Terminou o Programa CollAsia 2010. O CollAsia capacitou na região da Ásia-Pacífico para a conservação de patrimônio móvel e ensinou a importância da integração de comunidades e patrimônio intangível para o processo de conservação. A primeira edição do curso de Primeiros Socorros para Patrimônio Cultural (FAC) ocorreu em Roma. Este curso com a intervenção de vários parceiros também foi ministrado no Haiti em resposta ao terramoto de 2010, e tem sido ministrado em várias edições por todo o mundo.
- 2011 – Stefano De Caro, um arqueólogo italiano, foi eleito Diretor-geral do ICCROM. A plataforma RE-ORG foi lançada em colaboração com a UNESCO, providenciando ferramentas e orientação para a reorganização de armazenamento para museus mais pequenos.
- 2012 - Foi lançado um novo programa para Gestão de Riscos por Catástrofe (DRM).
- 2013 - O Fórum do ICCROM sobre Ciência da Conservação ocorreu em outubro de 2013, reunindo profissionais da conservação de todo o mundo para discutir a relevância da ciência da conservação para a agenda global mais abrangente.
- 2014 – O Centro Regional de Conservação ICCROM-ATHAR foi inaugurado em Sharjah, EAU.
- 2015 – O ICCROM inclui patrimônio cultural sobre a agenda da Terça Conferência Mundial sobre Redução de Riscos por Catástrofe (WCDRR), em Sendai, Japão. O curso de FAC foi ministrado no Nepal para apoiar a recuperação do patrimônio pós-emergência depois do terramoto no Nepal.
- 2016 - ICCROM assiste com ações de capacitação no sítio de Bagan, após o terremoto no Myanmar.

## Estrutura organizacional
O ICCROM da governança consiste em Assembleia Geral, o Conselho e o Secretariado.

### Assembleia Geral
A Assembleia-Geral é composta por delegados de todos os Estados-membros do ICCROM que reúnem em Roma a cada dois anos para ditar as políticas da organização, aprovar o programa de atividades e o orçamento, e eleger o Conselho e o Diretor-geral.
A Assembleia-Geral também aprova relatórios sobre as atividades do Conselho e do Secretariado, determina a contribuição dos Estados-membros e adota e revê os Estatutos e regulamentos do ICCROM, sempre que necessário.

### Conselho
Os Membros do Conselho do ICCROM são eleitos de entre os especialistas mais qualificados na área da conservação-restauro de todo o mundo. Ao escolher os membros do Conselho, são tidos em consideração representantes equitativos de todas as regiões culturais do mundo, bem como de áreas de especialização relevantes.
O Conselho reúne anualmente na sede do ICCROM, em Roma.

### Secretariado
O Secretariado do ICCROM consiste no Diretor-geral e pessoal. O Diretor-geral é responsável pela execução do programa de atividades aprovado. O pessoal é distribuído pelos setores que trabalham com patrimônio imóvel (monumentos, locais arqueológicos, cidades históricas, etc.), patrimônio móvel (tais como coleções de museus), conhecimentos e comunicação (a Biblioteca e Arquivos, publicações, o website), o Laboratório didático, e Finanças e Administração.

## Estados-membros
- Afeganistão – (07.02.2010)
- África do Sul – (17.01.2004)
- Albânia – (02.04.1962)
- Alemanha – (30.10.1964)
- Andorra – (04.06.1998)
- Angola – (04.06.1992)
- Arábia Saudita – (18.02.2000)
- Argélia – (18.01.1973)
- Argentina – (29.08.1988)
- Arménia – (05.05.2004)
- Austrália – (26.06.1975)
- Áustria – (20.05.1957)
- Azerbaijão – (03.01.2002)
- Bangladexe – (18.10.2007)
- Barbados – (01.04.1985)
- Barém – (15.12.2005)
- Bélgica – (07.07.1959)
- Benim – (05.06.1986)
- Bolívia – (17.12.2004)
- Bósnia e Herzegovina – (19.07.2000)
- Botsuana – (02.02.2002)
- Brasil – (21.08.1964)
- Brunei – (24.12.2005)
- Bulgária – (12.01.1960)
- Burquina Fasso – (04.01.1988)
- Camarões – (03.06.1995)
- Camboja – (03.06.1961)
- Canadá – (07.11.1978)
- Catar – (26.04.2012)
- Chade – (02.02.2000)
- Chéquia – (30.03.1996)
- Chile – (03.02.1981)
- China – (14.06.2000)
- Chipre – (02.05.1963)
- Colômbia – (18.05.1971)
- Costa do Marfim – (17.12.1985)
- Croácia – (18.10.1993)
- Cuba – (25.06.1971)
- Dinamarca – (01.01.1973)
- Egito – (05.11.1959)
- Emirados Árabes Unidos – (22.01.2010)
- Equador – (19.11.2003)
- Eslováquia – (24.11.2000)
- Eslovénia – (29.03.1996)
- Espanha – (19.04.1958)
- Essuatíni – (25.10.2007)
- Estados Unidos da América – (20.01.1971)
- Estónia – (09.02.2001)
- Etiópia – (05.12.1975)
- Filipinas – (15.12.1983)
- Finlândia – (03.07.1981)
- França – (25.09.1964)
- Gabão – (20.03.1961)
- Gâmbia – (10.01.1999)
- Gana – (12.02.1959)
- Geórgia – (23.12.2001)
- Grécia – (17.03.1987)
- Guatemala – (18.09.1975)
- Guiana – (16.10.1999)
- Haiti – (21.05.1992)
- Honduras – (26.05.1964)
- Hungria – (29.11.2017)
- Iémen – (18.06.2008)
- Índia – (02.10.1961)
- Irão – (18.12.1972)
- Iraque – (28.10.2011)
- Irlanda – (22.12.1986)
- Israel – (23.05.1958)
- Itália – (24.10.1960)
- Jamahiriya Árabe da Líbia – (01.09.1959)
- Japão – (19.12.1967)
- Jordânia – (06.07.1958)
- Kuwait – (20.03.1962)
- Lesoto – (01.07.2007)
- Letónia — (31.03.2012)
- Líbano – (02.07.1958)
- Lituânia – (21.10.1991)
- Luxemburgo – (18.12.1978)
- Macedónia do Norte – (12.10.1993)
- Madagáscar – (03.09.1963)
- Malásia – (04.11.1966)
- Maldivas – (07.07.2012)
- Mali – (19.11.2003)
- Malta – (24.08.1965)
- Marrocos – (24.04.1958)
- Maurícia – (29.07.1998)
- Mauritânia – (29.11.2009)
- México – (17.07.1961)
- Moçambique – (17.12.2003)
- Mónaco – (13.12.2007)
- Mongólia – (30.07.2003)
- Montenegro – (16.09.2007)
- Mianmar – (05.10.1987)
- Namíbia – (28.11.1998)
- Nepal – (23.06.1969)
- Nicarágua – (30.08.1971)
- Nigéria – (12.12.1961)
- Noruega – (01.01.1980)
- Nova Zelândia – (19.03.1987)
- Omã – (13.12.2003)
- Países Baixos – (14.04.1959)
- Paquistão – (30.10.1963)
- Paraguai – (21.06.1973)
- Peru – (05.02.1962)
- Polónia – (10.05.1958)
- Portugal – (14.09.1967)
- Quénia – (03.05.1998)
- Reino Unido da Grã-Bretanha e Irlanda do Norte – (04.01.1968)
- República Árabe Síria – (05.11.1959)
- República da Coreia – (22.07.1968)
- República Democrática Popular do Laos – (21.06.2006)
- República do Congo – (18.04.1999)
- República Dominicana – (20.02.1958)
- Tanzânia – (21.04.2004)
- Roménia – (19.06.1960)
- Ruanda – (17.12.2004)
- Rússia – (01.05.2014)
- Seicheles – (05.10.2006)
- Senegal – (15.01.2006)
- Seri Lanca – (04.09.1958)
- Sérvia – (17.06.1959)
- Sudão – (10.11.1960)
- Suécia – (01.09.1969)
- Suíça – (25.03.1959)
- Tailândia – (08.02.1967)
- Togo – (11.09.2005)
- Trindade e Tobago – (18.11.2007)
- Tunísia – (21.05.1969)
- Turquia – (07.01.1969)
- Ucrânia – (15.01.2016)
- Uruguai – (09.03.2002)
- Venezuela – (29.11.1989)
- Vietname – (07.08.1972)
- Zâmbia – (12.09.2003)
- Zimbábue – (19.11.1993)

## Diretores-gerais
- Harold J. Plenderleith (1959-1971)
- Paul Philippot (1971-1977)
- Sir Bernard M. Feilden (1977-1981)
- Cevat Erder (1981-1988)
- Andrzej Tomaszewski (1988-1992)
- Marc Laenen (1992-2000)
- Nicholas Stanley-Price (2000-2005)
- Mounir Bouchenaki (2006-2011)
- Stefano De Caro (2012–2017)
- Webber Ndoro (2018–)

## O Prémio ICCROM
Desde 1979, o Prémio ICCROM é entregue a indivíduos que tenham dado um contributo significativo ao desenvolvimento da instituição e que tenham um mérito especial no campo da conservação, proteção e restauro do patrimônio cultural. Este prémio é entregue de dois em dois anos a um ou dois nomeados escolhidos pelo Conselho. Abaixo, encontrará uma lista de vencedores do Prémio ICCROM de anos anteriores (por ordem alfabética).
- Om Prakash Agrawal – (1993)
- Italo C. Angle (1984)
- Gräfin Agnes Ballestrem – (1995)
- Mounir Bouchenaki – (2000)
- Cesare Brandi – (1979)
- Giovanni Carbonara – (2017)
- Maurice Chehab – (1979)
- Paul Coremans – (1979)
- Hiroshi Daifuku – (1979)
- Abdel-Aziz Daoulatli – (2005)
- Guglielmo De Angelis d'Ossat – (1979)
- Vasile Dragut – (1990)
- Cevat Erder – (1997)
- Sir Bernard M. Feilden – (1995)
- Hans Foramitti – (1983)
- Albert France-Lanord – (1988)
- Piero Gazzola – (1979)
- Gaël de Guichen – (2001)
- Frédéric Gysin – (1979)
- Charles Gruchy – (1997)
- Tomokichi Iwasaki – (1986)
- Jukka Jokilehto – (2000)
- Marisa Laurenzi Tabasso – (2009)
- Raymond Lemaire – (1981)
- Johan Lodewijks – (1992)
- Zhou Lu – (2013)
- Stanislas Lorentz – (1979)
- Nils Marstein – (2009)
- Giovanni Massari – (1981)
- Katsuhiko Masuda – (2007)
- Laura Mora – (1984)
- Paolo Mora – (1984)
- Bruno Mühlethaler – (1988)
- Webber Ndoro - (2015)
- Colin Pearson – (2003)
- Paul Perrot – (1990)
- Paul Philippot – (1981)
- Harold J. Plenderleith – (1979)
- Gianfranco Pompei – (1979)
- Sir Norman Reid – (1983)
- Herb Stovel – (2011)
- Jean Taralon – (1984)
- Johannes Taubert – (1984)
- Garry Thomson – (1986)
- Agnes Timar-Balazsy – (2001)
- Giorgio Torraca – (1990)
- Gertrude Tripp – (1981)
- Giovanni Urbani – (1993)
- Arthur Van Schendel – (1979)